# Bryan Levell
Bryan Levell (* 23. Dezember 2003) ist ein jamaikanischer Leichtathlet, der sich auf den Sprint spezialisiert hat.

## Sportliche Laufbahn
Erste Erfahrungen bei internationalen Meisterschaften sammelte Bryan Levell im Jahr 2021, als er bei den U20-Weltmeisterschaften in Nairobi im Halbfinale im 100-Meter-Lauf disqualifiziert wurde und über 200 Meter mit 20,71 s ebenfalls im Semifinale ausschied. Zudem gewann er mit der jamaikanischen 4-mal-100-Meter-Staffel in 38,61 s die Silbermedaille. Im Jahr darauf siegte er in 21,18 s im 200-Meter-Lauf bei den CARIFTA Games 2022 in Kingston und sicherte sich dort auch mit der 4-mal-400-Meter-Staffel in 3:08,94 min die Goldmedaille. Anschließend belegte er bei den U20-Weltmeisterschaften in Cali in 20,72 s den sechsten Platz über 200 Meter und gewann mit der 4-mal-100-Meter-Staffel in 39,35 s erneut die Silbermedaille. Bei den World Athletics Relays 2024 auf den Bahamas sicherte er der 4-mal-100-Meter-Staffel einen Startplatz bei den Olympischen Sommerspielen in Paris. Dort startete er jedoch nur über 200 Meter und schied dort mit 20,93 s im Halbfinale aus.
2024 wurde Levell jamaikanischer Meister im 200-Meter-Lauf.

## Persönliche Bestzeiten
- 100 Meter: 9,82 s (+1,3 m/s), 23. Juli 2025 in Eisenstadt
- 200 Meter: 19,97 s (+1,3 m/s), 30. Juni 2024 in Kingston